# Młotkowice
Młotkowice – wieś sołecka w Polsce położona w województwie świętokrzyskim, w powiecie koneckim, w gminie Ruda Maleniecka.
Prywatna wieś szlachecka, założona była w drugiej połowie XVI wieku w powiecie opoczyńskim województwa sandomierskiego. W latach 1975–1998 miejscowość administracyjnie należała do województwa kieleckiego.
Wierni Kościoła rzymskokatolickiego należą do parafii św. Wawrzyńca w Lipie.

## Części wsi
| SIMC    | Nazwa         | Rodzaj    |
| ------- | ------------- | --------- |
| 0266531 | Borki         | część wsi |
| 0266548 | Jaźwiny       | część wsi |
| 0266554 | Jeżów         | część wsi |
| 0266560 | Nart          | część wsi |
| 0266577 | Podlipie      | część wsi |
| 0266583 | Świętna       | część wsi |
| 0266590 | Trzeszczyniec | część wsi |

## Historia
„Młodkowice” alias Młotkowice, w wieku XIX stanowiły wieś w powiecie koneckim, gminie Ruda Maleniecka, parafii Lipa. 

Według spisu z 1827 roku było tu 28 domów i 205 mieszkańców.
W 1885 r. było tu 62 domy i 481 mieszkańców, 201 mórg ziemi dworskiej i 520 mórg włościańskiej. 
W XV w. dziedzicem był Floryan herbu Jelita. Posiadał 4 łany kmiece, dające dziesięcinę prebendzie sandomierskiej „Jaśkowskiej” i folwark dający ją miejscowemu proboszczowi (Długosz L.B. t.I s.370). 

Wspomina tę wieś Liber Beneficiorum Łaskiego (t.I s.598).

## Zabytkowe kapliczki
- Kapliczka ufundowana przez mieszkańców w 1804 r. Z powodu zniszczeń odrestaurowano w 2008 r. Tekst zapisany na niej:

Broń nas Boże od ognia i wszelkiej złej woli. Fundusz figury zależy od całej wsi. Wystawiono 25 października 1804 r.Odrestaurowano w 2008 r.

- Kapliczka św. Jana Nepomucena z 1937 r. z nową figurą świętego pomalowaną białą farbą, umieszczoną na miejscu starej XIX-wiecznej rzeźby skradzionej w pierwszych latach XXI wieku. We wrześniu 2008 odrestaurowana. Obłożono ją wówczas piaskiem dekoracyjnym. Nadało jej to malowniczego wyglądu. Ani trochę nie przypomina starej, obdrapanej kapliczki nad stawem.

## Legendy miejscowe
- O wielkim psie

Dawno temu przy drodze z Lipy do Młotkowic niektórzy ludzie nocą miewali widmo. Był to potężny pies, który strzegł granicy wsi. Wpędzał podróżnych w łąki.
W miejscu, gdzie go widywano, stoi dziś kaplica z figurą św. Jana.
- O siwkach

Wiosną 1915 roku chłopi z Jacentowa lub Radoszyc przyprowadzili wojskom rosyjskim, które osiadły w pobliżu, i sprzedali za kilka złotych rubli dwa piękne siwki. Uradowani mieszkańcy pobiegli do domów i... nie dobiegli. Zaginęli bez wieści.
W okresie międzywojennym pewien człowiek zobaczył w lesie dwa konie. Pomyślał, że ich właścicielem jest jego sąsiad. Zaprowadził do niego siwki i oniemiał, bo sąsiad używał swoich do orki. Od tamtego czasu ludzie mówią, że te konie spotykane w lesie są duszami czyśćcowymi chłopów. A mają naocznych świadków...
- O czarcim mostku

Przed II wojną światową, w ostatki, młotkowicki muzykant grał na potańcówce w Cieklińsku. Gdy zauważył, że jest już po północy, szybko zebrał się i wyszedł. W połowie drogi wyskoczył spod mostka diabeł i kazał sobie grać. Zaczął tańczyć, a muzykant skamieniał. Do domu wrócił późną nocą. Nie wiedział, jak zachował się.
- O potężnym jeleniu

Przy pewnej drodze do Radoszyc jest mała kapliczka. Ponoć dlatego powstała, iż przechodzący tamtędy ludzie widzieli jelenia. Potężnego zwierza, głośno ryczącego, o przeogromnym, złotym porożu i sypiącego iskrami z oczu. Dało się go jedynie przegonić modlitwą lub czekać, aż sam zniknie.